# Saint-Mesmin (Aube)
Saint-Mesmin település Franciaországban, Aube megyében. Lakosainak száma 907 fő (2022. január 1.). Saint-Mesmin Droupt-Saint-Basle, Échemines, Fontaine-les-Grès, Orvilliers-Saint-Julien, Rilly-Sainte-Syre, Savières és Vallant-Saint-Georges községekkel határos.

## Nevének eredete
A hagyomány szerint 451-ben, amikor Attila hun király germán szövetségeseivel megtámadta Galliát, az itt elterülő Brolium városka közelében az egyik germán vazallus király katonái a catalaunumi csata előtti ideges hangulatban meggyilkolták a Szent Lupus troyesi püspök által a királyuk elé küldött Maximianus presbitert és társait. E mártírról kapta mai nevét a kora középkorban a városka. A történet többféle változatban maradt fenn az ezen a néven soha nem létezett „Szent Memorius” legendáiban.

## Népesség
A település népessége az elmúlt években az alábbi módon változott:
| Lakosok száma | 679  | 919  | 924  | 830  | 861  | 831  | 843  | 886  | 891  | 907  |
|               | 1968 | 1982 | 1990 | 2006 | 2013 | 2015 | 2017 | 2019 | 2020 | 2022 |